# Baltisk
Baltisk (del ruso: Балтийск), conocida de manera oficial hasta 1946 como Pillau (en alemán: Pillau; en lituano: Piliava, en polaco: Piława) es una ciudad situada en la parte norte del cordón del Vístula, que forma parte y es el centro administrativo del distrito de Baltisk en el óblast de Kaliningrado, Rusia. Baltisk es la ciudad más occidental de Rusia y sede de la Flota del Báltico, con su base naval del mismo nombre.

## Geografía
Baltisk está situada en la parte norte del cordón del Vístula, a 29 km de Kaliningrado, a orillas del estrecho homónimo que separa la laguna del Vistula de la bahía de Gdansk.

### Clima
| Parámetros climáticos promedio de Baltisk | Parámetros climáticos promedio de Baltisk | Parámetros climáticos promedio de Baltisk | Parámetros climáticos promedio de Baltisk | Parámetros climáticos promedio de Baltisk | Parámetros climáticos promedio de Baltisk | Parámetros climáticos promedio de Baltisk | Parámetros climáticos promedio de Baltisk | Parámetros climáticos promedio de Baltisk | Parámetros climáticos promedio de Baltisk | Parámetros climáticos promedio de Baltisk | Parámetros climáticos promedio de Baltisk | Parámetros climáticos promedio de Baltisk | Parámetros climáticos promedio de Baltisk |
| Mes                                       | Ene.                                      | Feb.                                      | Mar.                                      | Abr.                                      | May.                                      | Jun.                                      | Jul.                                      | Ago.                                      | Sep.                                      | Oct.                                      | Nov.                                      | Dic.                                      | Anual                                     |
| ----------------------------------------- | ----------------------------------------- | ----------------------------------------- | ----------------------------------------- | ----------------------------------------- | ----------------------------------------- | ----------------------------------------- | ----------------------------------------- | ----------------------------------------- | ----------------------------------------- | ----------------------------------------- | ----------------------------------------- | ----------------------------------------- | ----------------------------------------- |
| Temp. máx. abs. (°C)                      | 14.5                                      | 17.1                                      | 14.9                                      | 25.0                                      | 27.1                                      | 29.4                                      | 31.7                                      | 31.3                                      | 26.7                                      | 22.6                                      | 17.1                                      | 17.0                                      | 31.7                                      |
| Temp. máx. media (°C)                     | 2.5                                       | 2.5                                       | 4.6                                       | 9.7                                       | 14.9                                      | 17.8                                      | 20.6                                      | 21.0                                      | 16.8                                      | 12.4                                      | 6.4                                       | 3.5                                       | 11.1                                      |
| Temp. media (°C)                          | 0.3                                       | 0.4                                       | 2.5                                       | 7.0                                       | 11.7                                      | 15.0                                      | 17.9                                      | 18.4                                      | 14.4                                      | 10.1                                      | 4.6                                       | 1.4                                       | 8.7                                       |
| Temp. mín. media (°C)                     | -1.8                                      | -1.6                                      | 0.3                                       | 4.0                                       | 8.2                                       | 11.8                                      | 14.8                                      | 15.6                                      | 12.1                                      | 8.1                                       | 2.9                                       | -0.4                                      | 6.2                                       |
| Temp. mín. abs. (°C)                      | -20.8                                     | -17.6                                     | -12.9                                     | -4.0                                      | -0.2                                      | 1.4                                       | 7.8                                       | 8.1                                       | 4.3                                       | -1.4                                      | -8.8                                      | -14.8                                     | -20.8                                     |
| Precipitación total (mm)                  | 65                                        | 54                                        | 50                                        | 41                                        | 53                                        | 71                                        | 78                                        | 69                                        | 73                                        | 62                                        | 66                                        | 73                                        | 752                                       |
| Fuente: Kaliningrad-meteo.ru              |                                           |                                           |                                           |                                           |                                           |                                           |                                           |                                           |                                           |                                           |                                           |                                           |                                           |

## Historia

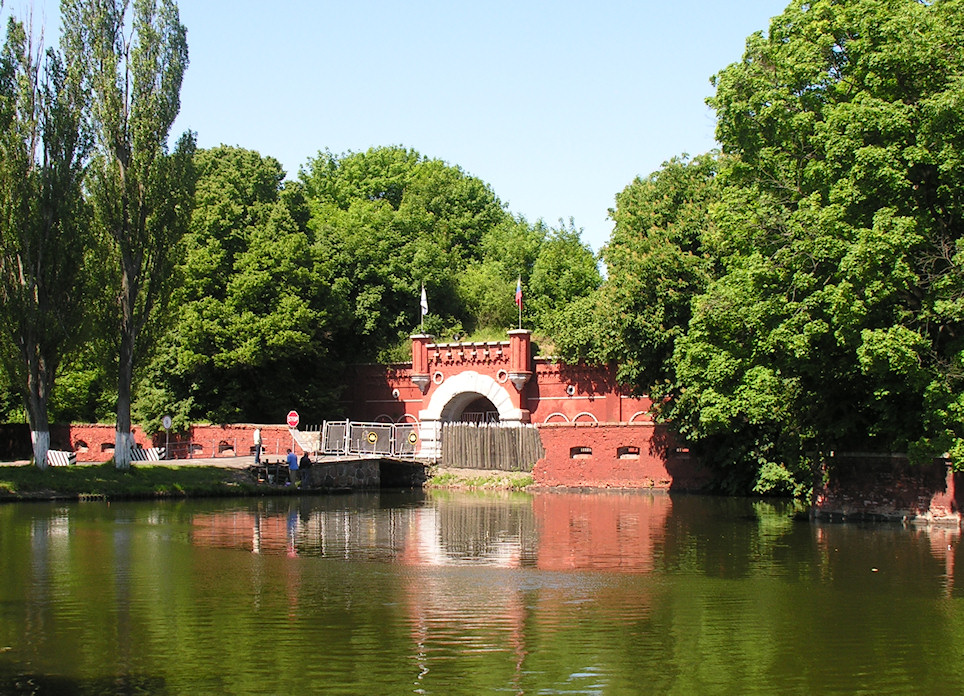
Fortaleza de Baltisk

Baltisk fue originalmente el sitio de un antiguo pueblo de pescadores de Prusia que se estableció en la costa del cordón de Vístula en algún momento del siglo XIII. La aldea fue nombrada como "Pile" o "Pil" en varios documentos, posiblemente tomando su nombre de pils, la palabra del antiguo prusiano para fuerte. Finalmente fue conquistada por la Orden Teutónica, y el nombre evolucionó al alemán forma de Pillau. En 1497, una marejada ciclónica cavó un nuevo puerto frente al pueblo, y otra gran tormenta creó el estrecho navegable de Baltisk a través del puerto el 10 de septiembre de 1510. Esto fomentó el crecimiento de Pillau hasta convertirse en un importante puerto del ducado de Prusia, y se construyó un blocao en 1537, seguido de un sistema de almacenes en 1543 y las primeras fortificaciones en 1550. El 6 de julio de 1626, durante la guerra de los Treinta Años, las tropas suecas comandadas por el rey Gustavo II Adolfo de Suecia fortificaron la zona, después de su victoria sobre la mancomunidad polaco-lituana. Después del alto el fuego de Altmark en 1629, los suecos retuvieron Pillau y comenzaron a mejorar sus fortificaciones, construyendo un fuerte de traza italiana que sigue siendo uno de los puntos de referencia de la ciudad. En 1635, los ciudadanos de Pillau pagaron el rescate de 10.000 táleros, tras lo cual las fuerzas suecas entregaron el asentamiento al elector de Brandeburgo (Federico Guillermo I de Brandeburgo) en virtud del tratado de Labiau.
A finales del siglo XVII, Pillau se había ampliado considerablemente y se construyeron un faro y una iglesia de piedra. Pedro el Grande, el zar de Rusia, visitó Pillau en tres ocasiones, la primera en 1697 en relación con su Gran Embajada en Europa Occidental. Una estatua de Pedro el Grande se encuentra actualmente junto al faro. Después de que Pillau obtuviera privilegios de ciudad en 1725, el ayuntamiento de estilo barroco se construyó e inauguró en mayo de 1745, pero fue destruido al final de la Segunda Guerra Mundial. Las fuerzas rusas ocuparon la ciudad durante la guerra de los Siete Años y construyeron una pequeña iglesia ortodoxa allí, con el evento conmemorado por la estatua ecuestre de la emperatriz Isabel, inaugurada en 2004. En junio de 1807, Pillau fue asaltada por la Grande Armée de Napoleón durante las Guerras napoleónicas hasta su rendición al ejército prusiano el 8 de febrero de 1813. Desde mediados del siglo XIX, la industrialización trajo un nuevo impulso a la ciudad. En 1848, los armadores afincados en Pillau tenían a su disposición ocho barcos mercantes. Una línea de ferrocarril conectaba la ciudad con Königsberg desde 1865 y el puerto se amplió considerablemente, mejorándose aún más con la construcción de un gran cuartel. Los registros de una "colonia" escocesa establecida en Pillau en 1815 aparecieron en una publicación de 1890, aunque su autenticidad es cuestionable. El faro se construyó hasta una altura de 31,38 metros y toda la fortaleza fue actualizada y reconstruida por los prusianos en 1871.
La importancia de Pillau disminuyó a partir del 15 de noviembre de 1901, cuando se abrió un canal de navegación que unía la laguna del Vístula cerca de Zimmerbude (ahora Svetly) con Königsberg. La economía de Pillau se basaba en gran medida en que los grandes barcos de transporte se veían obligados a atracar en la ciudad debido a la poca profundidad de la laguna cerca de Königsberg, la capital y la ciudad más grande de Prusia Oriental, y las mercancías luego eran transportadas desde Pillau a Königsberg por otros medio. Construido a un enorme costo de trece millones de marcos, el canal permitió a los barcos de 6,4 m de calado amarrar junto a la ciudad o navegar directamente a Königsberg sin detenerse en Pillau, lo que provocó un grave declive en la economía de la ciudad.

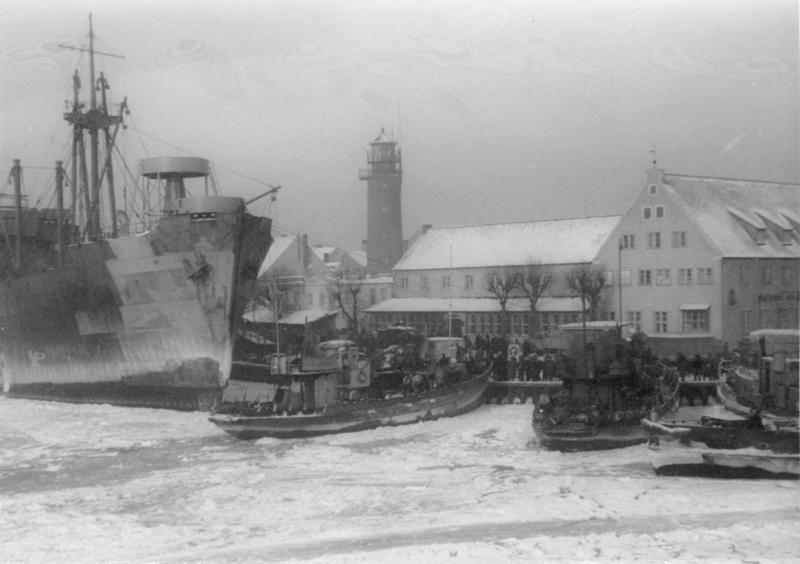
Evacuación de civiles alemanes de Pillau, 26 de enero de 1945, huyendo del Ejército Rojo

Durante la Segunda Guerra Mundial, Pillau contaba con un centro de entrenamiento de submarinos, y el 16 de abril de 1945, el U-boot fue hundido por fuego de artillería del Ejército Rojo mientras estaba atracado cerca del muelle de suministro eléctrico en el puerto de Pillau, y fue el único U- barco jamás hundido por las fuerzas terrestres en la Segunda Guerra Mundial. Cuando el Ejército Rojo entró en Prusia Oriental, más de 450.000 refugiados fueron transportados desde Pillau a Alemania central y occidental, y la ciudad finalmente fue capturada por los soviéticos el 25 de abril de 1945.
Después de la guerra, Pillau se incluyó en la parte norte de Prusia Oriental pasó a la Unión Soviética que se convirtió en óblast de Kaliningrado, y los habitantes alemanes fueron expulsados. La población de la ciudad se redujo a casi cero entre 1944 y 1947, y durante la campaña de rusificación, el nombre de la ciudad se cambió a Baltisk (que aproximadamente significa ciudad báltica o Ciudad del Mar Báltico) en 1946. En 1952, las autoridades soviéticas inauguraron una base naval para la flota báltica de la Armada Soviética en Baltisk, y como resultado, se convirtió en una ciudad cerrada con acceso prohibido a extranjeros o sin permiso. Durante la Guerra Fría sirvió para alojar la base aérea de Baltisk. La ciudad, junto con Kaliningrado, sigue siendo uno de los dos únicos puertos libres de hielo durante todo el año a lo largo de la costa del mar Báltico disponibles para Rusia.
En 2019, en una ola de sentimiento antioccidental tras la anexión de Crimea por parte de Rusia, hubo llamados para cambiar el escudo de armas de la era alemana de la ciudad, que presenta un esturión con la corona del rey Federico Guillermo I de Prusia. El escudo histórico históricas había sido concedidas al pueblo, entonces conocido como Pillau, en 1725.

## Demografía
En el pasado la mayoría de la población estaba compuesta por alemanes, pero tras el fin de la Segunda Guerra Mundial fueron expulsados a Alemania y se repobló con rusos.
| Gráfica de evolución de Baltisk entre 1816 y 2010 |
|                                                   |

## Economía
Las principales ramas de la economía de la ciudad son las instalaciones portuarias, la reparación de barcos y la industria alimentaria. A principios del siglo XXI, el turismo comenzó a desarrollarse y sin embargo, la agricultura está poco desarrollada. La principal empresa industrial de la ciudad es el astillero n.º 33 (el astillero más cercano a Europa Occidental con aguas libres de hielo), que trabaja con barcos militares y civiles de Rusia y países extranjeros. La ciudad alberga a Baltic Oil Transshipment Company CJSC, que tiene capacidad para transbordar 2,7 millones de toneladas de productos derivados del petróleo al año.

## Infraestructura

### Arquitectura y monumentos

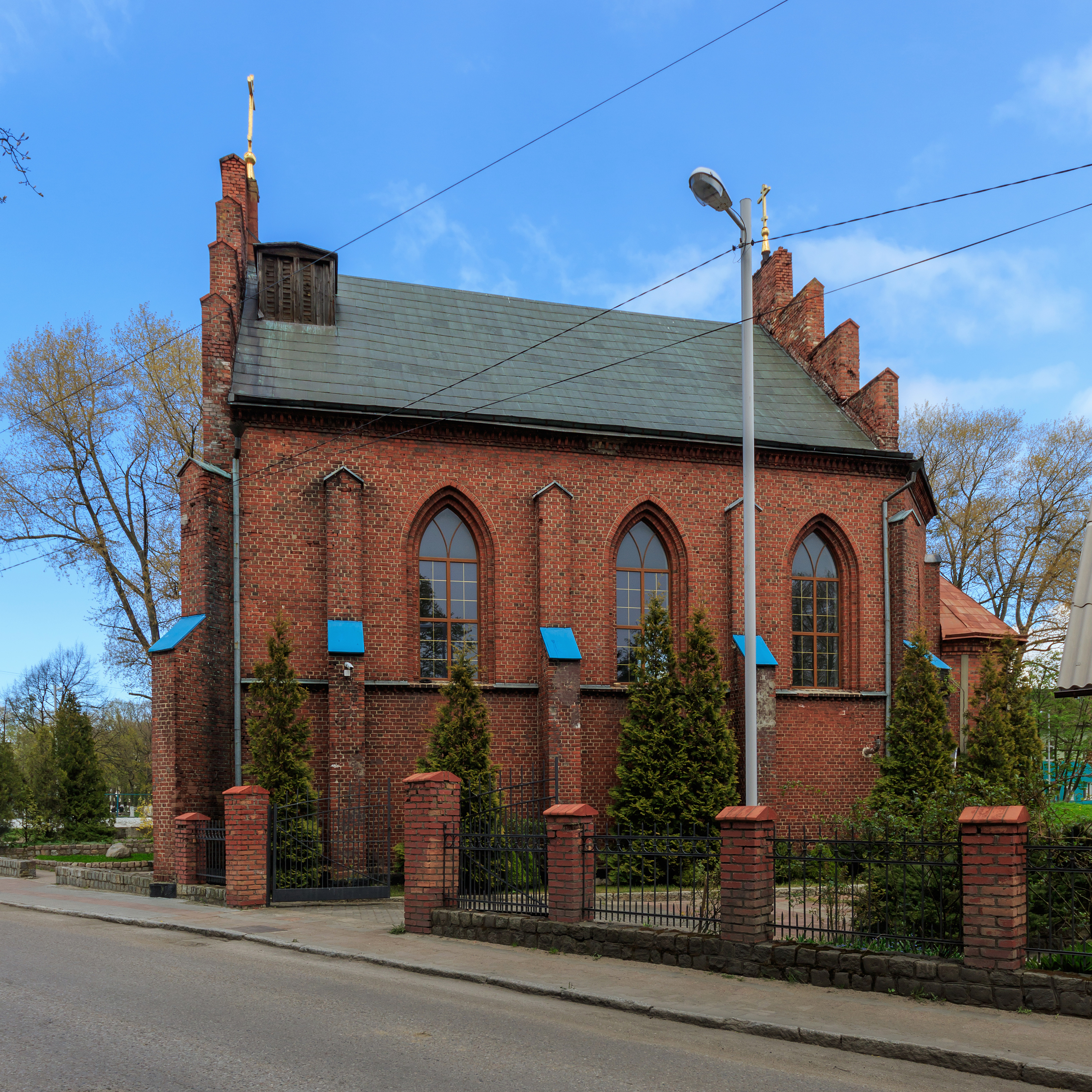
Catedral naval de San Jorge

Los edificios históricos en la ciudad y sus alrededores incluyen la ciudadela pentagonal de Pillau, fundada por los suecos en 1626, completada por los prusianos en 1670 y renovada en 1870 (actualmente alberga el Museo de la Flota Báltica, con exposiciones que representan la historia de la flota báltica y los marineros bálticos desde el día de su fundación); las ruinas del castillo de Lochstadt del siglo XIII; un laberinto de fortificaciones navales del siglo XIX; la catedral naval de San Jorge (1866), hoy co-sede de la diócesis de Kaliningrado y Baltisk dentro de la iglesia ortodoxa rusa; la torre de observación expresionista de 32 metros (1932); el edificio neogótico del Museo de la Flota Báltica (1903); y un elegante faro, que data de 1813-1816. Una cruz de piedra, erigida en 1830 para conmemorar el supuesto lugar del martirio de San Adalberto de Praga, fue destruida por los soviéticos y restaurada un milenio después del evento, en 1997. Hay un monumento junto al mar de la emperatriz Isabel I de Rusia, erigido después de la guerra por el escultor ruso Georgy Frangulyan.

### Transporte
Se puede llegar a Baltijsk a través de la carretera nacional rusa A193 desde Kaliningrado (Königsberg) a través de Vsmorye y Primorsk (Fischhausen). Pronto también habrá una conexión con Primorskoye Kolzo (carretera de circunvalación de la autopista costera) a través de Primorsk. Además de la conexión por carretera, también hay una conexión ferroviaria con el interior en una sección del antiguo Ferrocarril del Sur de Prusia Oriental con Kaliningrado; sin embargo, la conexión con Svetlogorsk ya no es posible después del cierre de la sección Svetlogorsk-Primorsk en 2006.
Entre las dos guerras mundiales, la línea de barcos Seedienst Ostpreußen conectó Świnoujście (antigua Swinemünde, Pomerania) con Pillau como alternativa a evitar el corredor polaco. Después de 1920, Pillau fue el único puerto marítimo alemán al este del Vístula. Entre junio de 2007 y diciembre de 2009 hubo una conexión directa con el puerto alemán de transbordadores de Sassnitz para el tráfico ferroviario. La terminal de ferries de Baltisk, que es importante para el óblast de Kaliningrado, se construyó cerca de Baltisk, y conectan la ciudad con San Petersburgo.

## Personas notables
- Karl Heinrich Barth (1847-1922): pianista y pedagogo alemán.
- Otto Dempwolff (1871-1938): lingüista y antropólogo alemán, especializado en las lenguas austronesias.
- Fritz Gajewski (1885-1965): empresario alemán en IG Farben y Wehrwirtschaftsführer (líder de la industria militar) durante la Segunda Guerra Mundial.
- Renate Boy (1939): atleta de Alemania del este, especializada en lanzamiento de peso.
- Grigori Korchmar (1947): compositor y pianista ruso.

## Galería

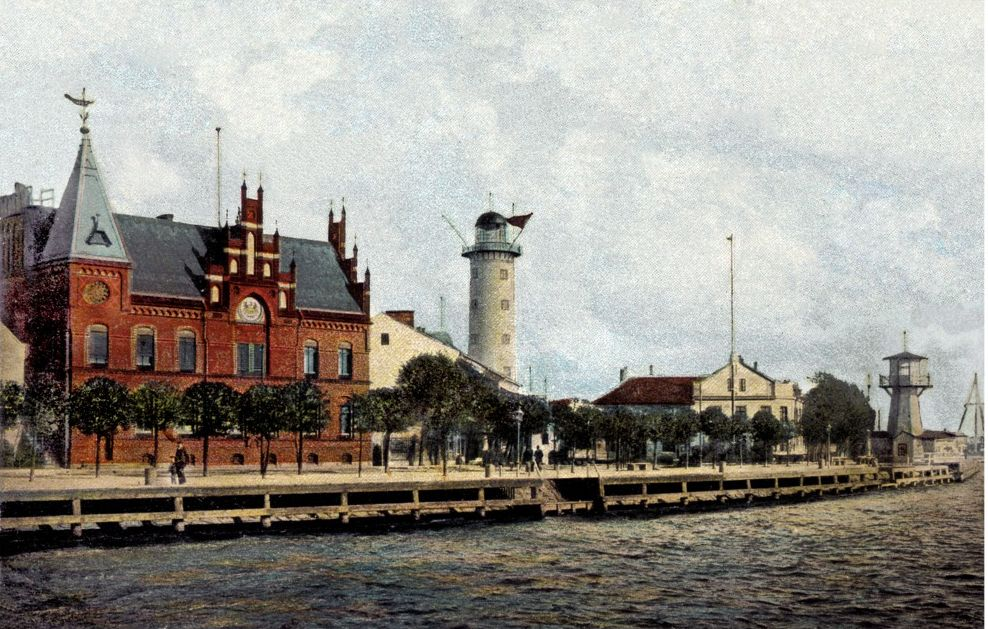
Postal de la antigua Pillau
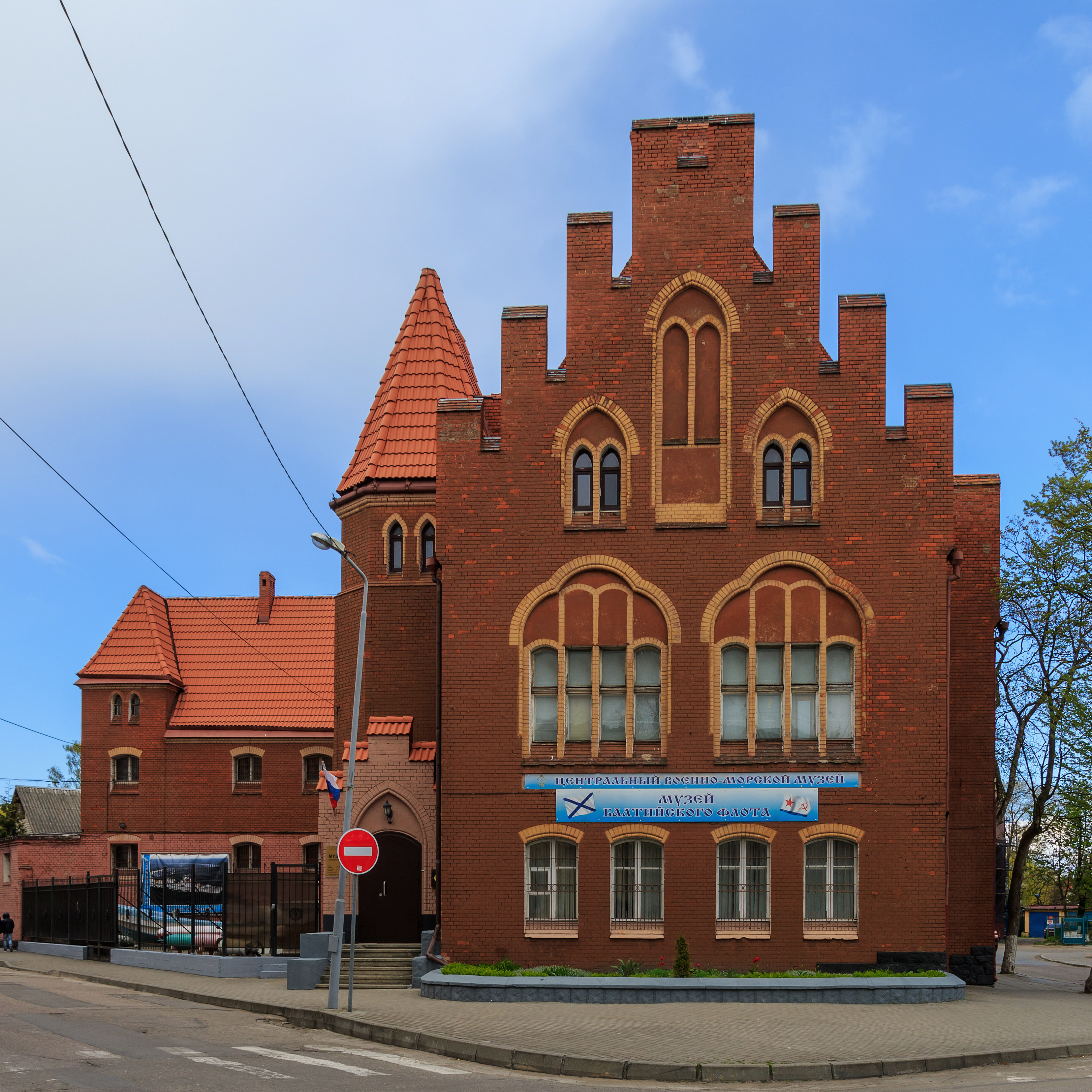
Museo de la Flota Báltica
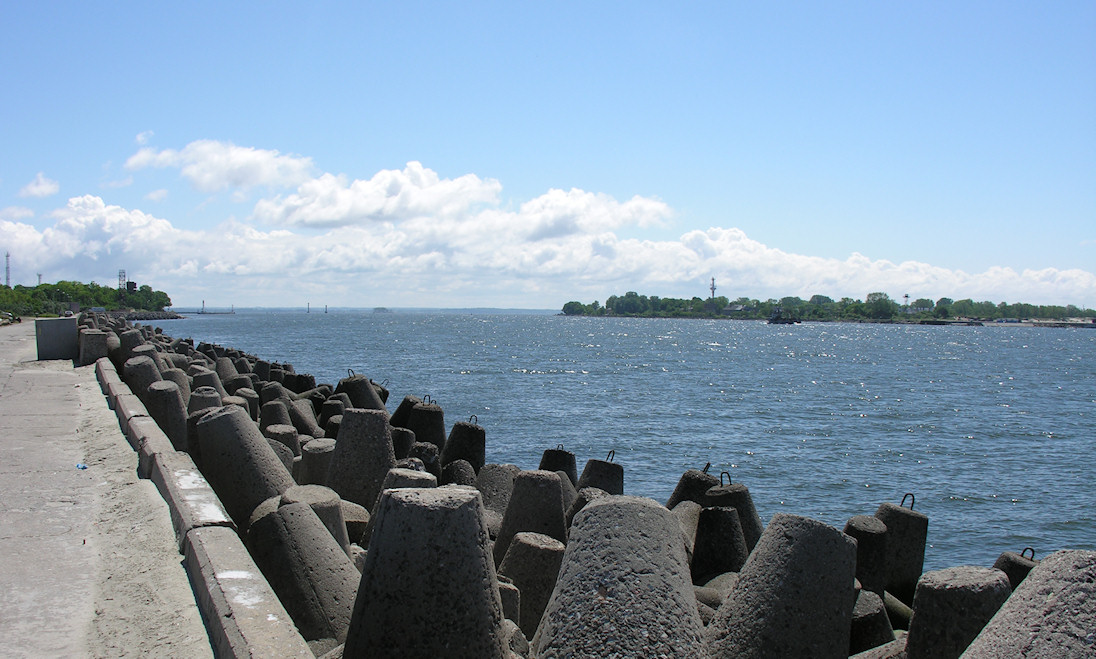
Vista del muelle norte en Baltisk
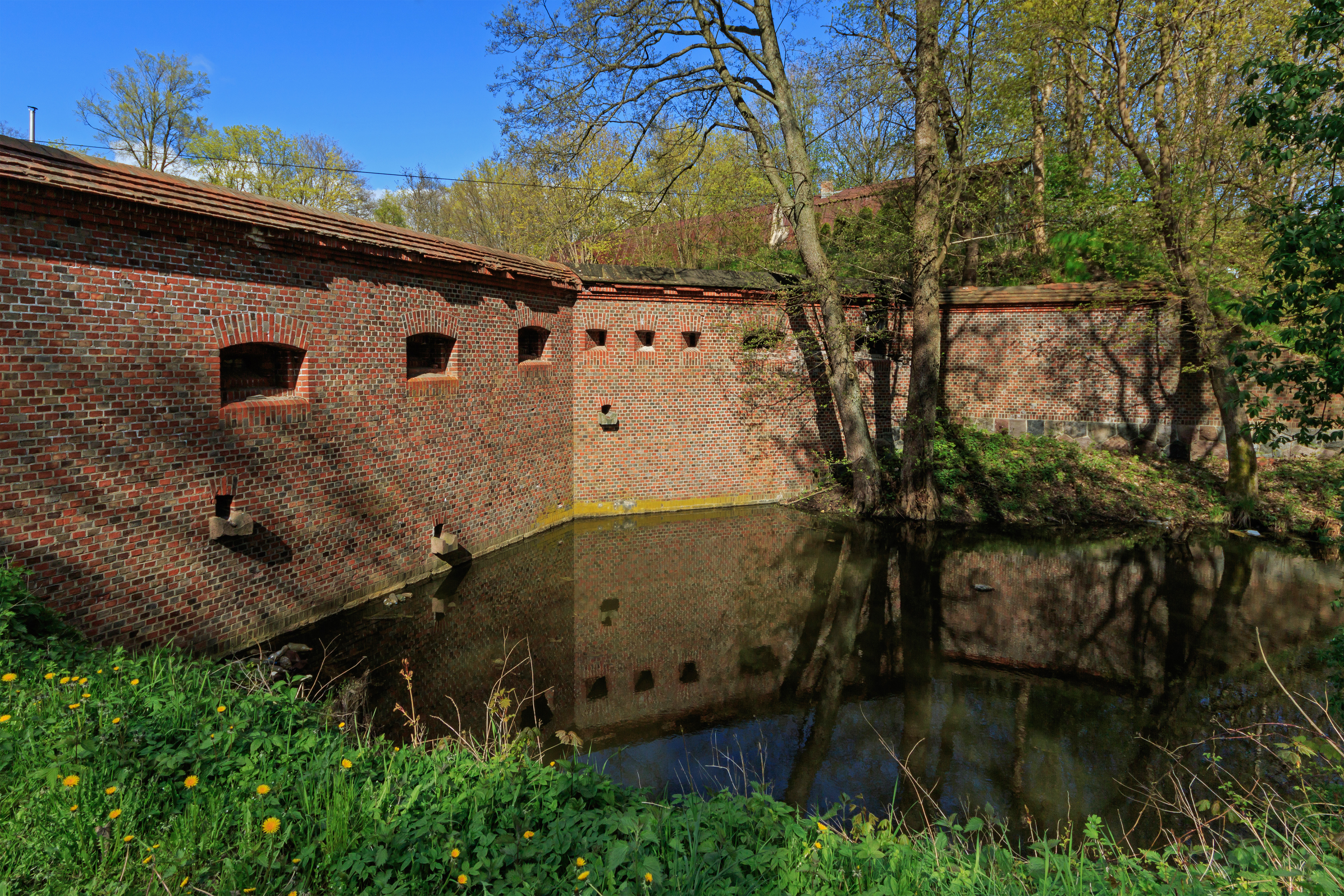
Parte oriental de la fortaleza
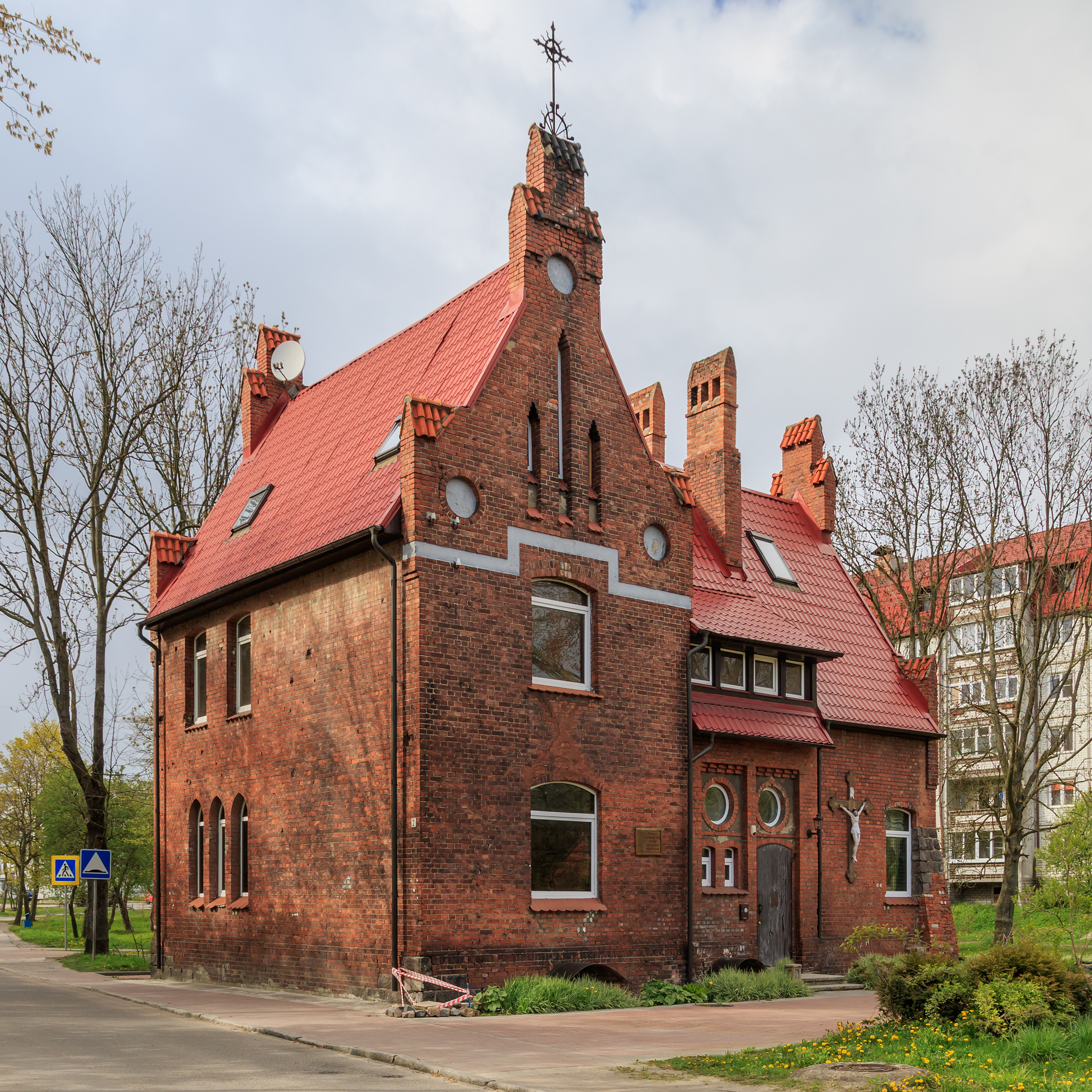
Casa del pastor
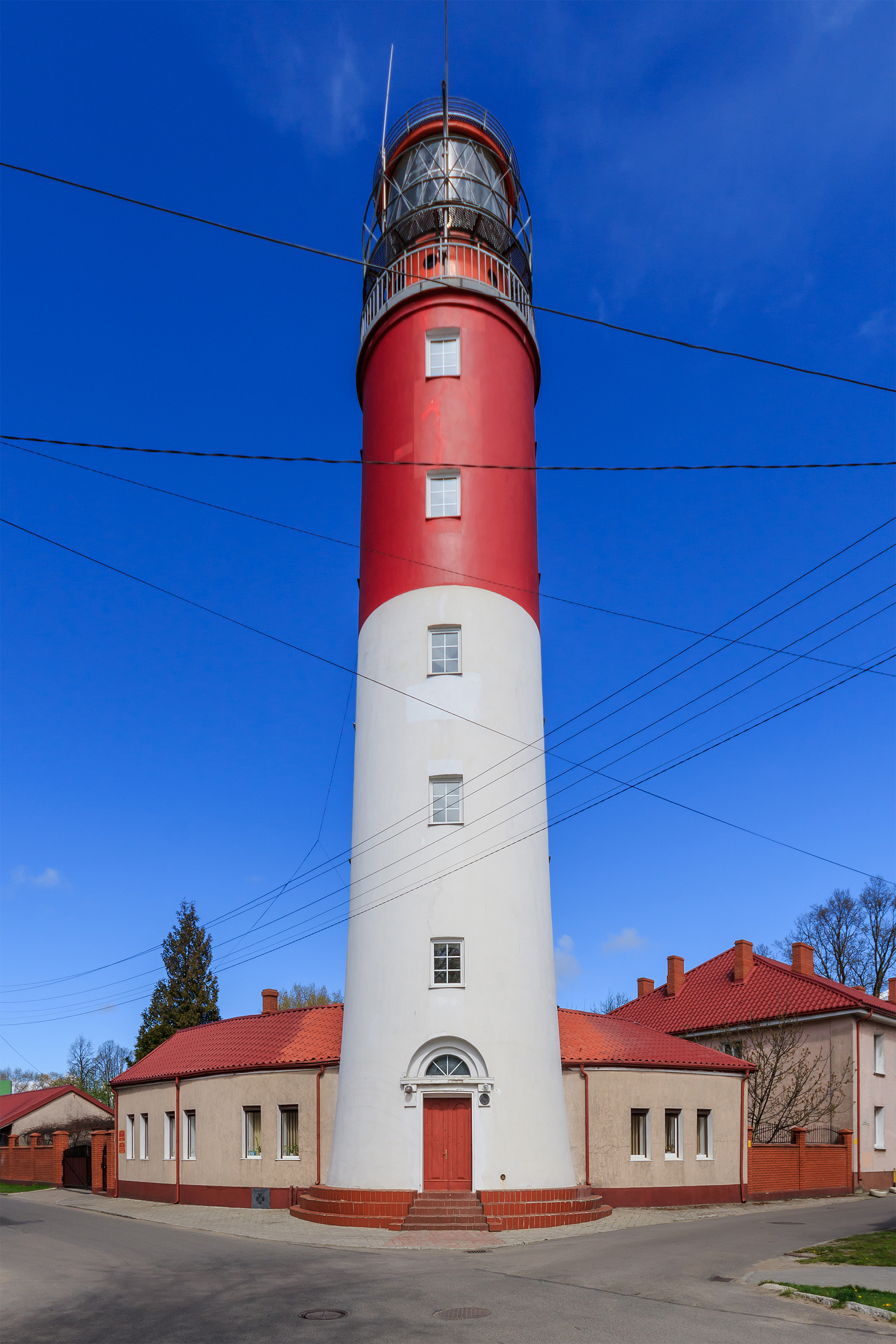
Faro de Baltisk
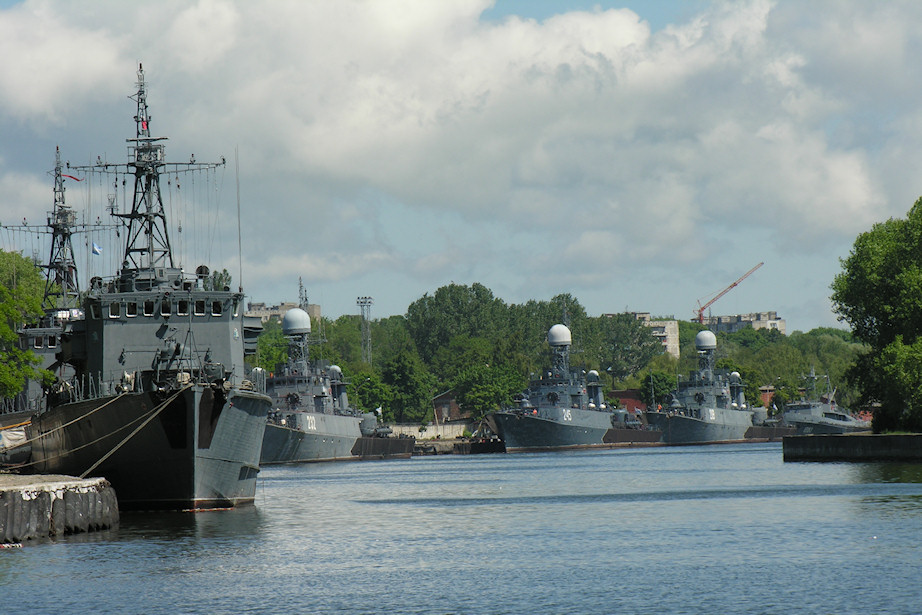
Flota báltica
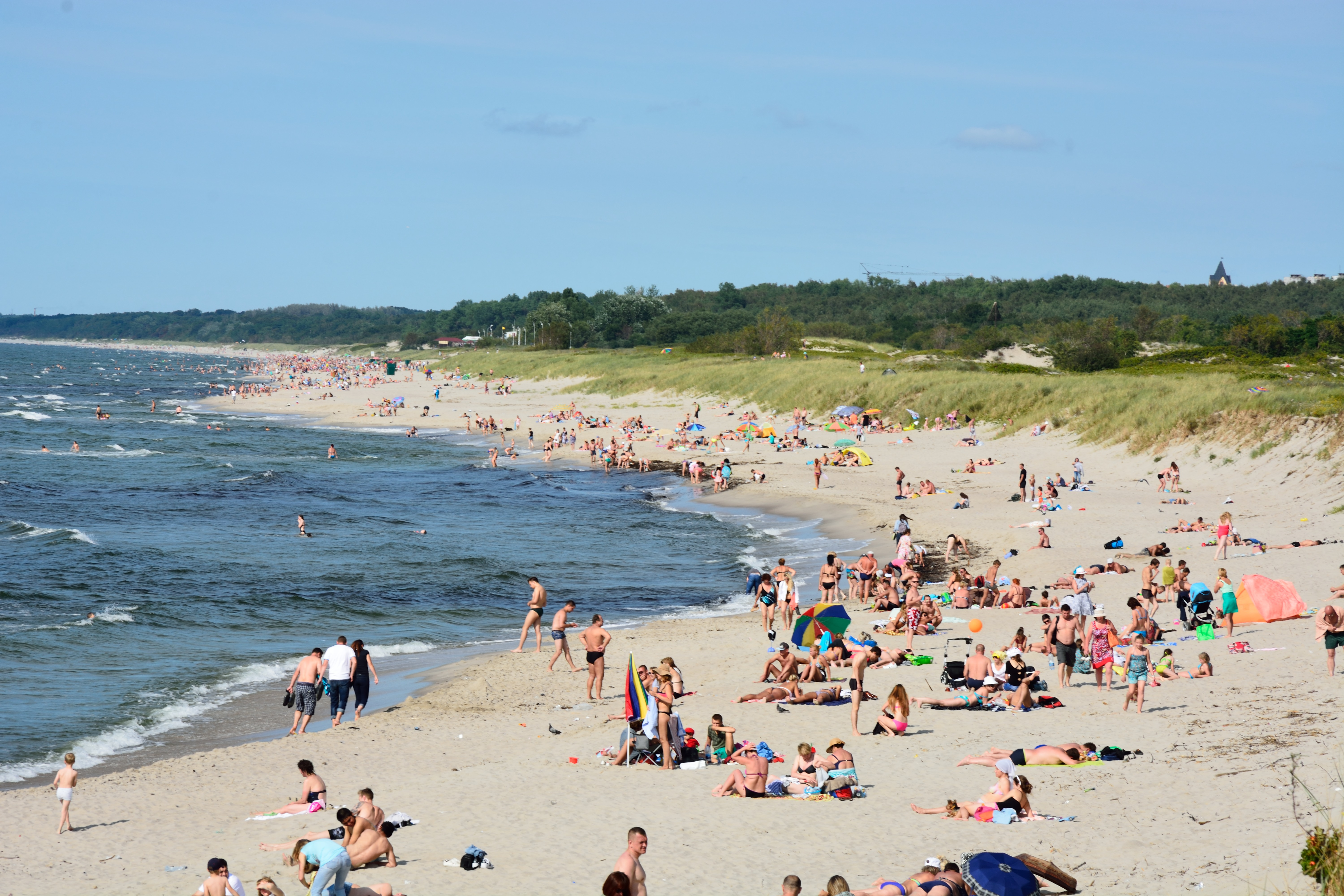
Playa en Baltisk

## Ciudades hermanadas
Baltisk está hermanada con las siguientes ciudades:
- Elbląg, Polonia (hasta 2022, debido a la invasión rusa de Ucrania).[10]
- Nysa, Polonia
- Karlskrona, Suecia